# 特許法条約
特許法条約（とっきょほうじょうやく、Patent Law Treaty: PLT）は、2000年6月1日にジュネーヴで採択された、特許出願手続の国際的な制度調和と簡素化を図るための条約である。
条約の管理は世界知的所有権機関 (WIPO) が行っている。

## 概要
本条約は、各国で異なる国内特許出願手続を統一し、簡素化することにより、出願人の負担を軽減することを目的としている。
2005年1月28日にルーマニアが批准書を寄託して締約国が10ヶ国になったため、3ヶ月後の2005年4月28日に発効した。2016年5月時点の締約国は37か国。
日本は、2016年3月11日に加入書を寄託しており、本条約は同年6月11日に日本について効力を生じた。